# Davide De Pretto
Davide De Pretto (Thiene, 19 aprile 2002) è un ciclista su strada e ciclocrossista italiano che corre per il Team Jayco AlUla. Nel 2022 ha vinto la medaglia di bronzo ai campionati europei su strada nella gara in linea Under-23.

## Palmarès

### Strada
- 2019 (Juniores)[1]

Gran Premio San Michele
Coppa Pietro Linari
- 2020 (Juniores)[2]

Classifica generale Giro del Friuli Venezia Giulia
Giro di Primavera (valido come Campionato Veneto, prova in linea)
- 2022 (Zalf Euromobil Fior, tre vittorie)[4]

Trofeo One Penny - Memorial Mauro Dinucci
Gran Premio San Giuseppe
Zanè - Monte Cengio
- 2023 (Zalf Euromobil Fior, tre vittorie)[5]

Gran Premio General Store
Trofeo Alcide De Gasperi
Gran Premio Colli Rovescalesi
- 2024 (Team Jayco AlUla, una vittoria)

1ª tappa Österreich-Rundfahrt (Bad Tatzmannsdorf > Bad Tatzmannsdorf)

#### Altri successi
- 2023 (Zalf Euromobil Fior)

Classifica a punti Giro Next Gen

### Ciclocross
- 2019-2020 (Juniores)[6]

Memorial Ciclocross di Saccolongo (Saccolongo)
Gran Premio Mamma e Papà Guerciotti, Juniores (Milano)
Ciclocross del Ponte, Juniores (Faè)
Campionati italiani, Juniores (Schio)

## Piazzamenti

### Grandi Giri
- Giro d'Italia

2025: 77º

### Classiche monumento
- Milano-Sanremo

2024: 28º
2025: 74º
- Liegi-Bastogne-Liegi

2024: ritirato
- Giro di Lombardia

2024: 35º

### Competizioni mondiali
- Campionati del mondo su strada

Wollongong 2022 - In linea Under-23: 52º
Glasgow 2023 - In linea Under-23: 21º
Zurigo 2024 - In linea Under-23: ritirato
- Campionati del mondo di ciclocross

Bogense 2019 - Junior: 26º
Dübendorf 2020 - Junior: 21º
- Coppa del mondo di ciclocross[7]

2018-2019 - Junior: 32º
2019-2020 - Junior: 11º

### Competizioni continentali
- Campionati europei su strada

Anadia 2022 - In linea Under-23: 3º
Drenthe 2023 - In linea Under-23: 9º
- Campionati europei di ciclocross

Silvelle 2019 - Junior: 6º